# Anisoplia deserticola
Anisoplia deserticola är en skalbaggsart som beskrevs av Fischer 1824. Anisoplia deserticola ingår i släktet Anisoplia och familjen Rutelidae. Inga underarter finns listade i Catalogue of Life.